# Popova (udde)
Popova är en udde i Antarktis. Den ligger i Östantarktis. Australien gör anspråk på området.
Terrängen inåt land är platt. En vik av havet är nära Popova åt nordost. Trakten är obefolkad. Det finns inga samhällen i närheten.